# ヘッセン＝ナッサウ福音主義教会

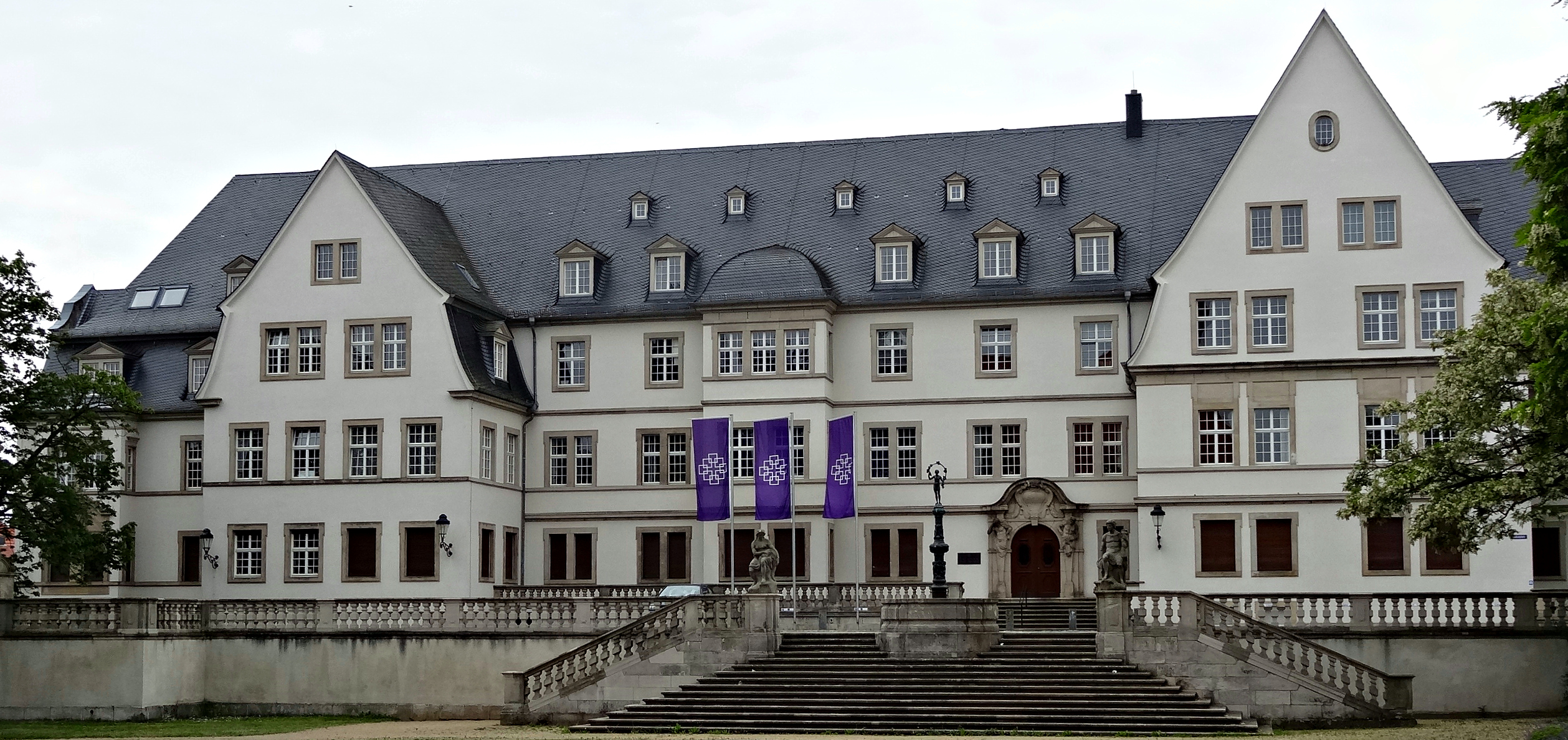
EKHN事務局(ダルムシュタット)

ヘッセン＝ナッサウ福音主義教会（ドイツ語:  Evangelische Kirche in Hessen und Nassau(EKHN) ）はドイツ福音主義教会 (EKD)に加盟する20の福音主義州教会の一つ であり、ライン地域教会会議にも加盟している。 他の全ての州教会と同様に公法上の社団である。州教会の本部はダルムシュタットにある。この州教会には約163万人（2015年現在）の教会員と1151の教会共同体が存在している。この州教会はドイツ福音主義教会(EKD)内における合同教会の一つである。
ヘッセン＝ナッサウ福音主義教会は2010年5月1日まで合議制監督職を有していた。教憲改正によって、一般的な教会指導部にまとめられた。この教会には首座教会は存在していない。しかしながら、ダルムシュタットにあるパウルス教会、フランクフルト・アム・マインにあるカタリーネン教会、ヴィースバーデンにあるマルクト教会、マインツにあるクリストス教会が重要教会として見なされている。この州教会はホーホタウヌスにアーノルツハイン福音アカデミーを所有し、ヘルボルンに神学アカデミーと呼ばれる研修所を有している。

## 州教会の管轄地域
ヘッセン＝ナッサウ福音主義教会の管轄地域は主としてヘッセン州南西部である。かつてのラインヘッセン地域と呼ばれたラインラント・ファルツ州の一部とノルトライン＝ヴェストファーレン州にも教会共同体が存在している。かつてのヘッセン民主国（1918年までヘッセン大公国）並びにプロイセン王国のヘッセン＝ナッサウ州にあるヴィースバーデン（ナッサウ公国）、自由都市フランクフルト・アム・マイン、ヘッセン＝ホンブルク方伯領もこの州教会の管轄地域である。

## 信仰告白
ヘッセン＝ナッサウ福音主義教会は初代教会時代の基本信条 （使徒信条、ニカイア信条、アタナシオス信条）とアウクスブルク信仰告白によって信仰を告白している。これらはルター派と改革派教会、合同教会内のみで用いられている信仰告白文書とは別格な地位を持っている。さらにバルメン宣言も全体教会の信仰告白と見なしている。この州教会は異なった信仰告白を導入された管轄地域を一つにまとめている。マルティン・ルターとフィリップ・メランヒトンの影響下でヘッセン大公国(ヘッセン＝ダルムシュタット大公国)に宗教改革が生じたが、ナッサウ公国では改革派教会の影響もあり、19世紀に合同教会が成立していた。以上のようにヘッセン＝ナッサウ福音主義教会はルター派、改革派、合同派の教会共同体を一つにした合同教会という特徴を持っている。

## 歴史

### 教会統合と州教会設立

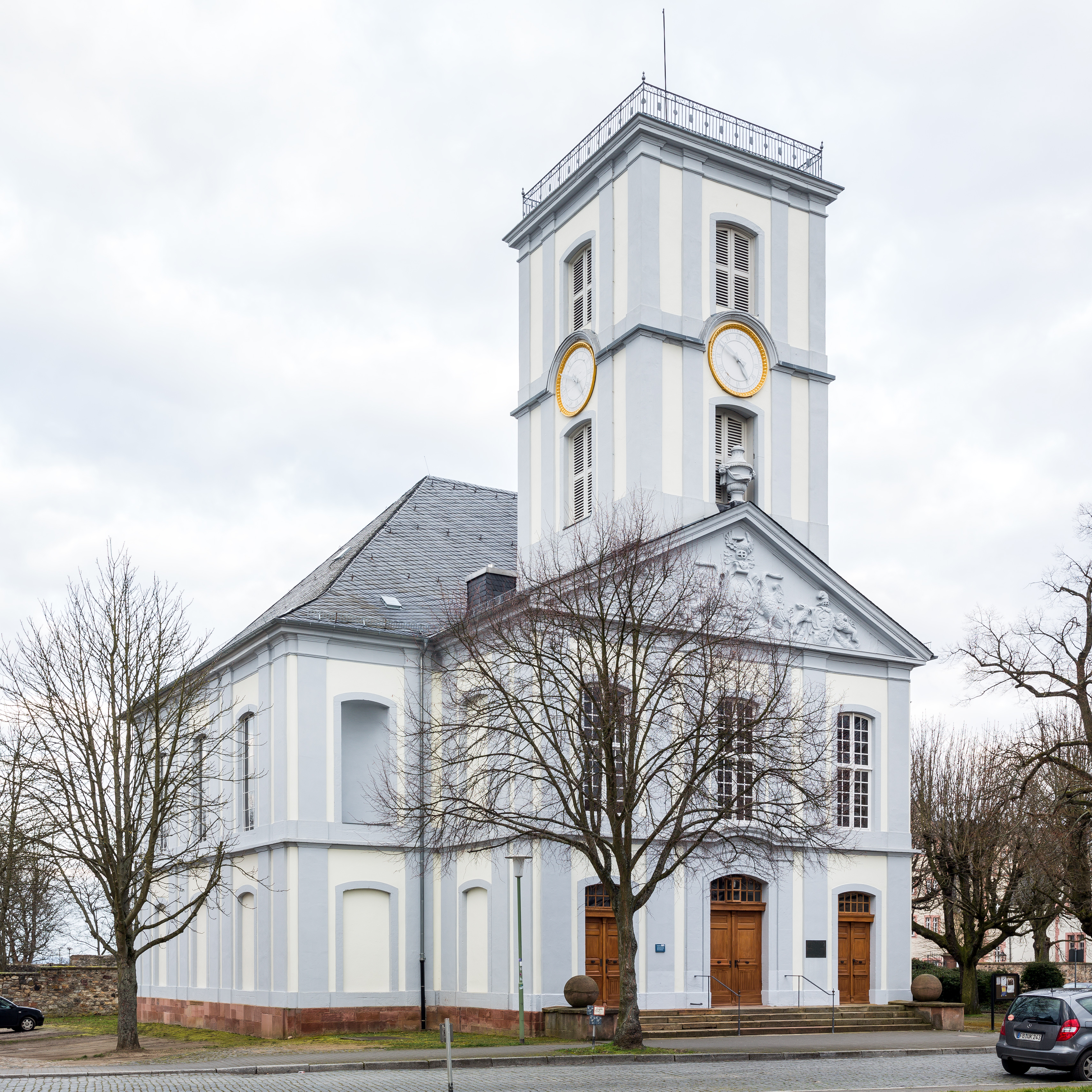
ヘッセン＝ナッサウ福音主義教会が設立されたフリートベルク城教会

1926年以降、「マールブルク協議会」において5つの州教会の統合が議論されていた。その5つの州教会はヘッセン＝カッセル福音主義州教会、ヘッセン福音主義州教会、フランクフルト・アム・マイン福音主義州教会、ナッサウ福音主義州教会、ヴァルデック福音主義州教会である。1932年、「マールブルク協議会」は５つの州教会統合というプランを提示した。1933年における国家社会主義者たちによる権力獲得とその後生じた教会政治における拒否によって、統合プランを実行に移されなかった。
その代わりに1933年9月12日に3つのヘッセン南部の州教会(ヘッセン＝ダルムシュタット、ナッサウ、フランクフルト・アム・マイン)だけで開催された総会が、ヘッセン＝カッセルとヴァルデック福音領邦教会を除外した統合を決議し、指導者原理によって刻印された教憲を制定した。この統合された州教会の名称は「ナッサウ＝ヘッセン福音主義州教会」であった。
この新しい州教会における最初の総会は1933年11月28日にマインツで開催された。1934年2月6日に帝国監督ルートヴィヒ・ミューラーはドイツキリスト者の代表者であったエルンスト・ルートヴィヒ・ディートリヒを最初の州教会監督に任命した。1934年2月10日、州教会は教会規則にいわゆる「アーリア条項」を導入し、教会運営からユダヤ人事務職とユダヤ人牧師を解雇した。同日、新たな教会規則で５つの教会管区を作った。ナッサウ、フランクフルト・アム・マイン、オーバーヘッセン、シュタルケンブルク、ラインヘッセンである。オーバーヘッセン、シュタルケンブルク、ラインヘッセンにはその時まで管区監督がいた。結果としてヘッセン＝ダルムシュタットとナッサウから受け継がれてきた中間運営組織「教会地区」が維持され続けることになった。1934年4月に新たに39の教会地区が組織された。
指導者原理によって行動する州教会監督に対して、すぐに告白教会による抵抗運動(教会闘争)が生じた。エルンスト・ルートヴィヒ・ディートリヒは1945年まで監督職にあったのにかかわらず、事実上権力を奪われた。この州教会の歴史は1935年から1937年までルドルフ・ツェントグラフを議長とする州教会常議員会によって指導され、1937年から1945年までヴァルター・キッパー議長によって代表されていた。
ナチス・ドイツの崩壊後、この州教会の将来像が不確かになった。ヘッセン州南部統合教会の存続という意思があるのにもかかわらず、実際は3つのそれぞれの暫定的な教会指導部に分かれた。
この州教会の法的信頼性は1947年9月30日に開催された教会総会での決議によって回復した。その教会総会で教会的、法的な統合が承認されたであった。教会名称はヘッセン＝ナッサウ福音主義教会に変更された。同時に、ヘッセン＝ナッサウ福音主義教会は1933年に設立されたナッサウ＝ヘッセン福音主義州教会の権利承継法人になった。

### 州教会監督
- 1934–1945: エルンスト・ルートヴィヒ・ディートリヒ, 州教会常議員会議長としての州教会監督
- 1945–1947: アウグスト・ コルトイアー, ナッサウ＝ヘッセン福音主義州教会暫定指導部議長

以下においてこの州教会に統合された3つの領邦教会の歴史を記述する。

### ヘッセン福音主義領邦(州)教会

#### 歴史
ヘッセン福音主義領邦教会の歴史はヘッセン方伯領と1567年にそこから分かれて出来たヘッセン＝ダルムシュタット方伯領との歴史と分かち難く結びついている。
ヘッセン方伯領はフィリップ1世 (ヘッセン方伯) の統治下でマルティン・ルターの考え方を手本にして宗教改革を導入した。スイスとドイツの宗教改革勢力間にある対立を仲裁しようとしたヘッセン方伯の教会政治的施策にはアルザスの宗教改革者マルチン・ブツァーによる影響もあった。ヘッセン方伯フィリップはルターとツヴィングリによるマールブルク会談を実現させた。ヴィッテンベルクとスイスの宗教改革者における会談に関するヘッセン方伯フィリップの関心は政治的なものであった。彼は南ドイツ、あるいはスイスを含めてのプロテスタント諸国の軍事的連携を実現させようとしていた(シュマルカルデン同盟)。しかしながら、秘密告解において認めた重婚によってヘッセン方伯フィリップは宗教改革をヘッセン以外まで危機的な状況に陥らせた。5年間のオランダでの幽閉からの方伯帰還(1552年)とアウクスブルクの和議 (1555年)によってヘッセンの宗教改革は最終的に安定することになった。
ヘッセン方伯フィリップ死後(1567年)領邦は子たちに分割された。ヘッセンの福音主義教会は1574年の段階において共通した教憲を示したが、すぐに分かれて発展することになった。ヘッセン＝カッセルにおいて、領主の影響下で改革派教会の信仰告白が若干の教会共同体で採用された。マールブルク大学では改革派によって講義がおこなわれた。
マールブルク大学における改革派偏重のリアクションとして、ヘッセン＝ダルムシュタット方伯は1607年にルター派のギーセン大学を創設した。これ以降ヘッセン＝ダルムシュタットの大学としてこの大学は機能することになる。ヘッセン＝ダルムシュタット方伯領とギーセン大学はルター派正統主義の牙城として発展していくことになった。1668年に領邦教会事務部門と宗務局がダルムシュタットに置かれた。
1806年、ナポレオン戦争後、ヘッセン＝ダルムシュタット方伯領はヘッセン大公国になり、ライン同盟に加わった。ナポレオン敗退後、大公国は若干の改革派教会共同体が存在するラインヘッセン地方を加えた(1816年)。 ヘッセン大公国において、1817年の宗教改革300周年に際して、ルター派と改革派教会の間で合同教会を設立するという努力がルートヴィヒ1世 (ヘッセン大公)による援助が欠けていたにもかかわらずある程度の成功を収めた。とりわけ、改革派教会共同体があったラインヘッセン地方で上々の成果を収めた。ラインヘッセン地方以外にもいくつかの合同信仰告白を持つ共同体が存在していた。それ以外はルター派教会か改革派教会であった。1832年、全ての教会共同体を統括する1つの高等宗務院がダルムシュタットに設置されたが、単に組織上の一本化をもたらしたに過ぎなかった。
1848年以降に生じた運動の結果、この領邦教会は1874年に信徒長老制度という教会政治制度を持つ教憲を持った。信徒長老制度はラインラントとヴェストファーレン地方の教会を手本として導入されている。教会共同体は共同体役員と共同体代表で構成されることになった。教会共同体を束ねる上部組織である教会地区には地区総会という議決機関が設置された。この教会の最高決定機関は領邦教会総会となり、総会議員たちは領主と共に教会規則を制定することになった。なお、領主(ヘッセン大公)は領邦教会首長権を維持したままであった。
第1次世界大戦後の1918年にヘッセン大公が退位し、領邦教会統治権(summus episcopus)を失ったため、州教会教憲がその状況に見合うように改正された(1922年)。領主教会統治権は州教会総会に委譲された。領邦教会の霊的指導者は監督(Prälat)という称号を得ることになった。3人の管区長がダルムシュタット (シュタルケンブルク管区)、マインツ (ラインヘッセン管区)、ギーセン (オーバーヘッセン管区)に在住し、それぞれの地域の教会を指導することになった。
1933年、ヘッセン福音主義州教会は他のヘッセン州の二つの州教会と統合された。

### ナッサウ福音主義領邦(州)教会

#### 歴史
ナッサウ福音主義領邦教会の歴史はナッサウ公国の歴史と分ち難く結びついている。ナッサウ公国の領主(ナッサウ家)は宗教改革を支持し、1529年以降に領邦教会を宗教改革の理念に沿うように作り変えた。
ヨハン6世 (1559-1606年)の統治下、ナッサウ＝ディレンブルクに改革派教会信仰告白が導入された。ヘルボルンに神学高等学院が創設された。そこは改革派神学者を養成する教育機関であり、改革派神学による宣教活動の拠点になった。この教育機関はヘッセン＝ナッサウ福音主義神学アカデミーと呼ばれる研修所として現在も存続している。
帝国代表者会議主要決議 (1803年)とナポレオン敗退後の領土再編成(1814/15年)によって、ナッサウ＝ディレンブルク(ジーガーラントは除外)、ナッサウ＝ヴァイブルクはナッサウ公国に併合された。その時点でナッサウ公国の領民の過半数はローマ・カトリック教会に属し、ルター派と改革派教会信徒が同じ比率で少数派として存在していた。
1817年、宗教改革300周年記念を記念して、ルター派と改革派教会の合同教会を結成するという考え方がナッサウにも入ってきた。1817年8月5日、イトシュタインで開催された領邦教会総会で両派を合同して福音主義教会を結成することが決議され、1817年8月11日にナッサウ公の勅令によって合同教会が設立された。ナッサウ公国の教会合同がドイツ連邦において最初の教会合同であった。フリードリヒ・ヴィルヘルム3世王によって強権的に断行されたプロイセン福音主義教会とは違って、ナッサウ公国での教会合同は聖職者たちの意見の一致を得て導入されていた。そのため、ナッサウにおいて、教会合同に対する不満によって教会共同体が分断されることは無かった。総地区長のフリードリヒ・ギーゼ(改革派)とゲオルク・エマニュエル・クリスチャン・テオドール・ミューラー(ルター派)の二人が総地区長の職に就いて合同教会における霊的指導をおこなった。1827年、ギーゼ(改革派)が健康上の理由で辞職を強いられた時、ミューラー(ルター派)が単独でナッサウ公国の福音主義領邦教会監督に就任した。
1866年、ナッサウ公国がプロイセン王国に併合された。しかしながら、ナッサウ領邦教会はプロイセン福音主義教会には統合されず、プロイセン王国総督の統治下で独立を維持し続けた。1867年にヴィースバーデンに領邦教会本部事務局が置かれた。ヘッセン＝ホンブルクと同様に、ナッサウ公国に隣接するルター派のヒンターラント(グラーデンバッハ、ビーデンコプフ)地方を含める形でプロイセン王国ヘッセン＝ナッサウ州として統合された。ただし、フランクフルト・アム・マインは含まなかった。
領邦教会監督ヴィルヘルミの死後(1882年)、この教会における霊的指導者は総地区長の称号で呼ばれるようになり、プロイセン国王からの教会総会提案でもって任命された。1878年、ナッサウはライン＝ヴェストファーレン教会規則に従い信徒長老制度を導入した。
第1次世界大戦後の1918年、領主による領邦教会統治(summus episcopus)は終焉し、教憲が修正された(1922–1925年)。領邦教会統治権は州教会総会によって引き継がれた。ヴィースバーデンにあった州教会本部事務局によってナッサウ福音主義州教会は統治されていたが、1922年以降、教会の霊的指導者の称号は再び監督に戻された。
1933年、ナッサウ福音主義州教会はヘッセン福音主義州教会、フランクフルト・アム・マイン福音主義州教会と統合された。

### フランクフルト・アム・マイン福音主義領邦(州)教会

#### 歴史
フランクフルト・アム・マイン福音主義領邦教会はかつて存在した自由都市フランクフルトの領邦教会である。
1533年、フランクフルト・アム・マインにおいて、ルター派 宗教改革が市参事会によって導入された。1554年以降、改革派避難民がこの都市に到着した。フランクフルトにおけるドイツ人改革派教会とフランス改革派教会はここを起源にしている。ルター派信徒で構成されていた市参事会とルター派聖職者たちによる抑圧的施策にもかかわらず、二つの改革派教会共同体は存在し続けた。しかし、改革派信徒がフランクフルト市内において自分たちの会堂を得て礼拝をすることを許されたのは1787年であった。1806年、神聖ローマ帝国における最後の皇帝退位と帝国自由都市終焉を受けて、改革派教会と ローマ・カトリック教会はルター派教会と同等の法的地位を得た。
1666年から1686年までフランクフルトにおいて著名なルター派敬虔主義者フィリップ・シュペーナーが活動した。彼は長老としてこの都市の牧師を代表した。1675年、フランクフルトにおいて改革の書「ピア・デシデリア」を執筆した。それはルター派敬虔主義における重要な綱領的文書の一つになった。シュペーナーは教会外で敬虔主義分離主義グループを結成したため、1686年にこの都市を去らなくてはならなくなった。
1815年、自由都市フランクフルトは政治的独立を再度手に入れた。1816年出来た市独自の憲法は全ての教会を市参事会の管轄下においた。1817年、行政側の教会監督機関としてルター派教会宗務局と改革派教会宗務局を市参事会は設立した。12人のルター派教職者に対する給与と6つの福音主義教会と教会立学校の運営費は1830年に出来た財政支出協定で規定された。
1848年、フランクフルト国民議会がフランクフルトで開催された。教会はこの集会にパウロ教会を自由に使わせていた。パウロ教会国民議会開催後フランクフルトでは信教の自由が実現した。短い間にカトリック使徒教会 (1851)、バプテスト教会(1851)、メソディスト教会(1851)、古ルター派教会(1851)が市内に建設された。
1866年、フランクフルトは政治的独立を失い、プロイセン王国に帰属することになった。長期間の交渉を経て、フランクフルト市における教会の独立が継続して確保され、プロイセン王国の古プロイセン合同福音主義教会には統合されなかった。1899年、フランクフルトは教憲を制定した。その教憲に基づいてルター派教会と改革派教会、フランス改革派教会は初めてプロイセン王国宗務局という共通の所管官庁によって統括されることになった。しかしながら、信仰告白は1つにまとめられることは無かった。
プロイセン王国の領邦教会統治権(summus episcopus)終焉後、州教会教憲をその状況に適応させたが信仰告白の統一は行われなかった。教会の組織上の統合を維持しながら、教会の名称はフランクフルト・アム・マイン福音主義州教会になった。1895年以降のフランクフルト市と近隣自治体の合併によって、州教会の管轄地域は旧市街地域を超え出ることになった。1928年、ヘッセン＝カッセル福音主義教会からのボッケンハイム教会地区のヘッセン＝ナッサウ教会への移譲によって、合同派の教会共同体が組み込まれることになった。1929年、ルター派教会、合同教会、ドイツとフランス改革派教会の教会共同体は財政上と組織上の合同をおこなった。その合同において個々の教会共同体の受け継がれていた権能は保持したままであった。
フランクフルト市宗務局管轄下、各教派に属する個々の教会共同体における権限を維持したままでの組織上の合同に際して、州教会の霊的指導を担う一人の聖職者を選出することは出来なかった。外に向けての州教会の代表は、教会総会の議長が担った。1925年から1935年までリヒャルト・ズーリンがその地位にあった。副議長として州教会常議員ヨハネス・キューベルが大きな働きをおこなった。
1933年、フランクフルト州教会はナッサウ福音主義州教会とヘッセン福音主義州教会と統合された。

#### プロイセン王国宗務局長官
- 1899–1918年: D. ヴァルター・フリーデマン・エルンスト

#### 州教会総会議長
- 1925–1932年: D. リヒャルト・ズーリン

## 州教会の指導と運営

### 教会議長

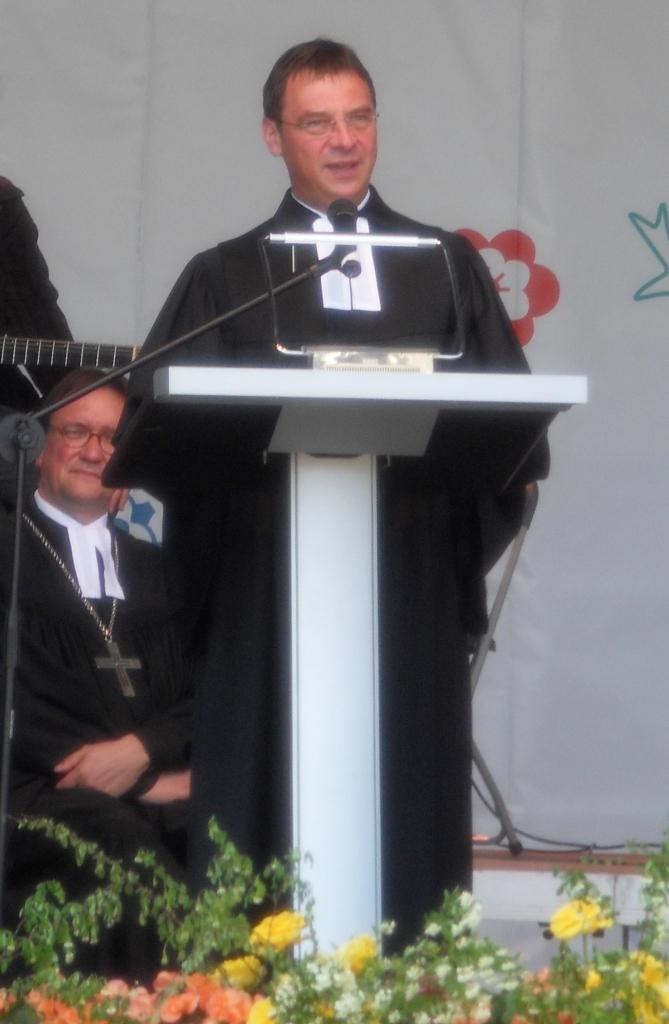
2009年１月1日EKHN 議長に就任したフォルカー・ユング

ヘッセン＝ナッサウ福音主義教会の運営は教会総会、教会指導部、教会議長によって担われる。教会議長は州教会総会で8年の任期で選出される。通常、教会議長は65歳で職務を終えて引退する。
- 1947–1964: マルティン・ニーメラー
- 1964–1968: ヴォルフガング・ズーカー
- 1969–1985: ヘルムート・ヒルト
- 1985–1992: ヘルムート・シュペングラー
- 1993–2008: ペター・シュタインアッカー
- 2009–2025: フォルカー・ユング
- 2025年2月1日以降: クリスティアーネ・ティーツ

2008年9月27日、2009-2017年の任期でフォーゲルスベルク地区長であったフォルカー・ユングが総会で教会議長(他の州教会での監督に相当)に選出された。対立候補の南ナッサウ教会管区長ジグルト・リンクを80対74票で破って選ばれている。フォルカー・ユングは2009年1月1日に教会議長の職に就いた。
教会議長はダルムシュタットに常駐してヘッセン＝ナッサウ福音主義教会の教会運営を担っている。フォルカー・ユングは教会指導部のトップであり、その教会指導部には副議長、管区長たちがおり、さらに2010年に就任した高等参事会員ハインツ・トーマス・シュトリーグラー、州教会総会議長団に属する2人と総会から選出された2人から4人の教会共同体役員並びに（助言者として）3人の教会運営部局員がいる。教会指導部は州教会総会に代わって教会を代表し運営しており、諸決定を下すのである。その上、教会指導部は法令と運営規則を告示する。さらに教会指導部は教会付属組織とそこに属する人員を管理する。
2010年2月に教会総会において教憲の新版を採択して上で、ヘッセン＝ナッサウ福音主義教会の特徴は集団指導制の監督職としての指導教職者を廃止した。

### 州教会総会

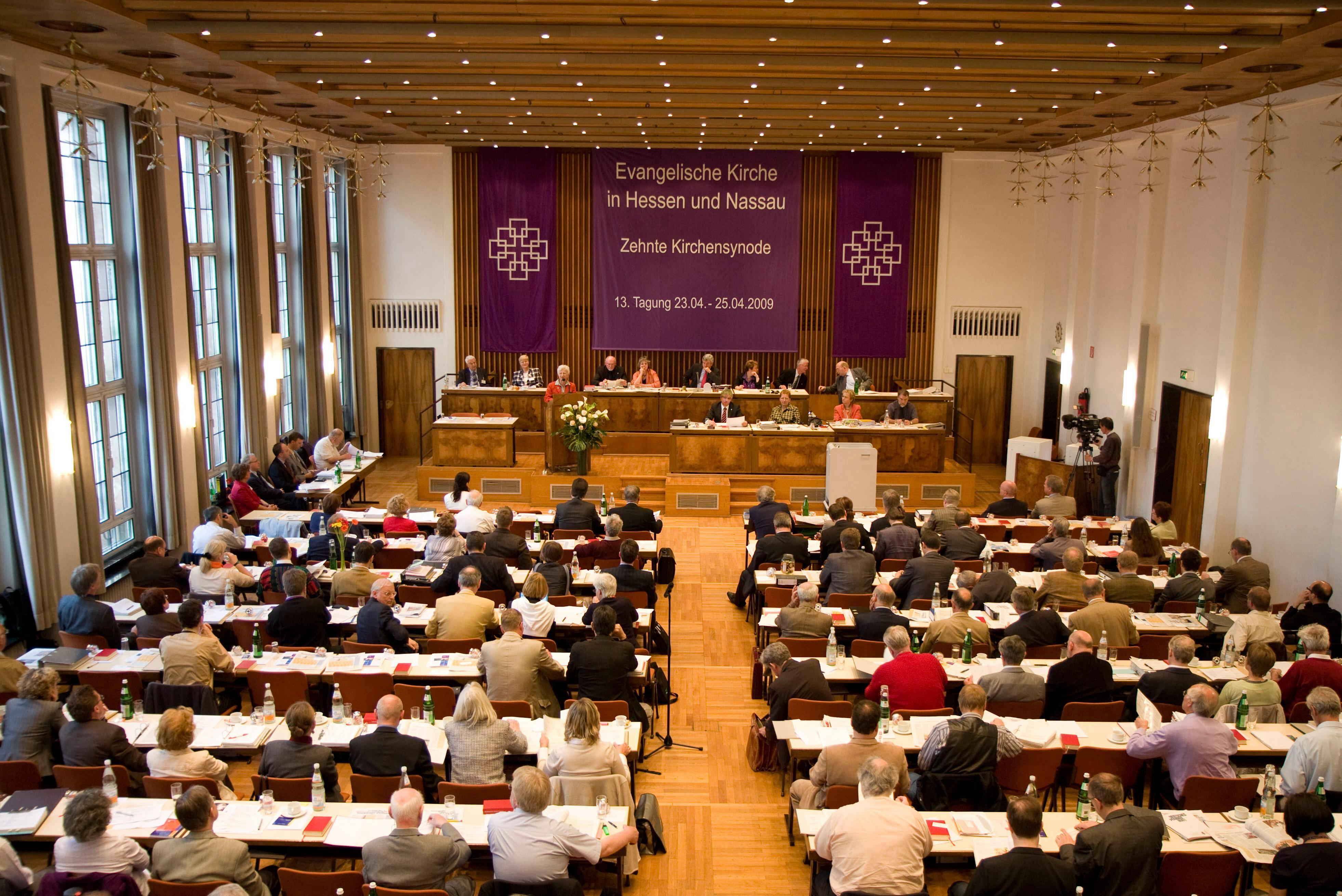
2009年4月、第10期州教会総会

ヘッセン＝ナッサウ福音主義教会の議会として州教会総会が存在している。地区総会で選出された153人の総会議員が州教会総会を構成する。その総会議員から10人が州教会指導部に入る。州教会総会は通常、1年に2,3回フランクフルト・アム・マインで開催される。州教会総会は霊的指導と全体教会の秩序に関しての権威を有し、原則的に外部に向けて教会を代表している。総会は重要な神学的、法的、財政的、人事案件を全体教会のために審議し決定する。
州教会総会指導部はプレゼスと呼ばれる総会議長を選ぶ。2010年5月27日以降、ウルリヒ・エルシュレーガーがその職に就いている。

### 運営（教会行政組織）
州教会の運営は以下の構造を持っている。
州教会の基礎は教会共同体である。この教会共同体は公法上の社団として存在している。そこには教会総会で選ばれた教会役員と招聘等で赴任している牧師がいる。数多くの教会共同体が集まって一つの教会地区を形成し、そのトップに地区長が存在している。地区自体も公法人上の社団であり、地区総会議長団に率いられる地区総会が設置されている。地区総会議長団の構成員は常に教会共同体の役員たちから選出される。複数の地区が集まって、1つの教会管区を形成する。しかしながら、教会管区は運営機関としての働きは持っていない。１人の教会管区長が存在し、州教会全体では６つの教会管区がある。

### 教会管区
ヘッセン＝ナッサウ福音主義教会には元来、教会管区が７つあった。2000年、当時あったノルト＝シュタルケンブルク教会管区が新しいライン＝マイン教会管区(フランクフルト・アム・マイン)にまとめられたからである。さらに、ノルト＝ナッサウ(ヘルボルン)、オーバーヘッセン(ギーセン)、ラインヘッセン(マインツ)、シュタルケンブルク(ダルムシュタット)、ジュートナッサウ(ヴィースバーデン)の教会管区がある。
2018年1月1日以降、以下の5つの教会管区になった。
- ノルト＝ナッサウ教会管区(ヘルボルン),
- オーバーヘッセン教会管区(ギーセン),
- ラインヘッセン＝ナッサウラント教会管区(マインツ),
- シュタルケンブルク教会管区(ダルムシュタット),
- ライン＝マイン教会管区(ヴィースバーデン)

### 教会地区
2022年1月1日以降、5つの教会管区は25の教会地区に分けられる。
| ノルト＝ナッサウ教会管区 ビーデンコプフ－グラーデンバッハ教会地区 アン・デア・ディル教会地区 アン・デア・ラーン教会地区 ヴェスターヴァルト教会地区                                           | オーバーヘッセン教会管区 ビューディンガーラント教会地区 ギーセン教会地区 ギーセナーラント教会地区 フォーゲルスベルク教会地区 ヴェッテラウ教会地区                                                                                | ライン＝マイン教会管区 フランクフルト・アム・マイン、オッフェンバッハ教会地区 ホーホタウヌス教会地区 クローンベルク教会地区 ラインガウ＝タウヌス教会地区 ヴィースバーデン教会地区 |
| ラインヘッセン＝ナッサウラント教会管区 アルツァイ -ヴェルシュタイン教会地区 インゲルハイム -オッペンハイム教会地区I マインツ教会地区 ナッサウラント教会地区 ヴォルムス＝ヴォーネガウ教会地区 | シュタルケンブルク教会管区 ベルクシュトラーセ教会地区 ダルムシュタット教会地区 ドライアイヒ-ロートガウ教会地区 グロース＝ゲーラウ リュッセルスハイム教会地区 オーデンヴァルト郡教会地区 フォルダーラー・オーデンヴァルト教会地区 | |

### 教会共同体
2021年現在、1151の教会共同体で25の教会地区を形成している。その数は年によって大きく変化した。都市部における新設教会共同体の増加によって、70年代までは教会共同体は数を伸ばしていった。1990年以降になると教会共同体は再び減少し始めた。これによって、教会共同体に属する教会員数と教会税資金からの割り当ての減少が恒常的になっている。

## 医療法人への経営関与
ヘッセン＝ナッサウ福音教会はフランクフルト・アム・マインに本部を置く医療法人「アガプレシオン」の経営に関与(出資比率5,5％)している。

## 礼拝式文

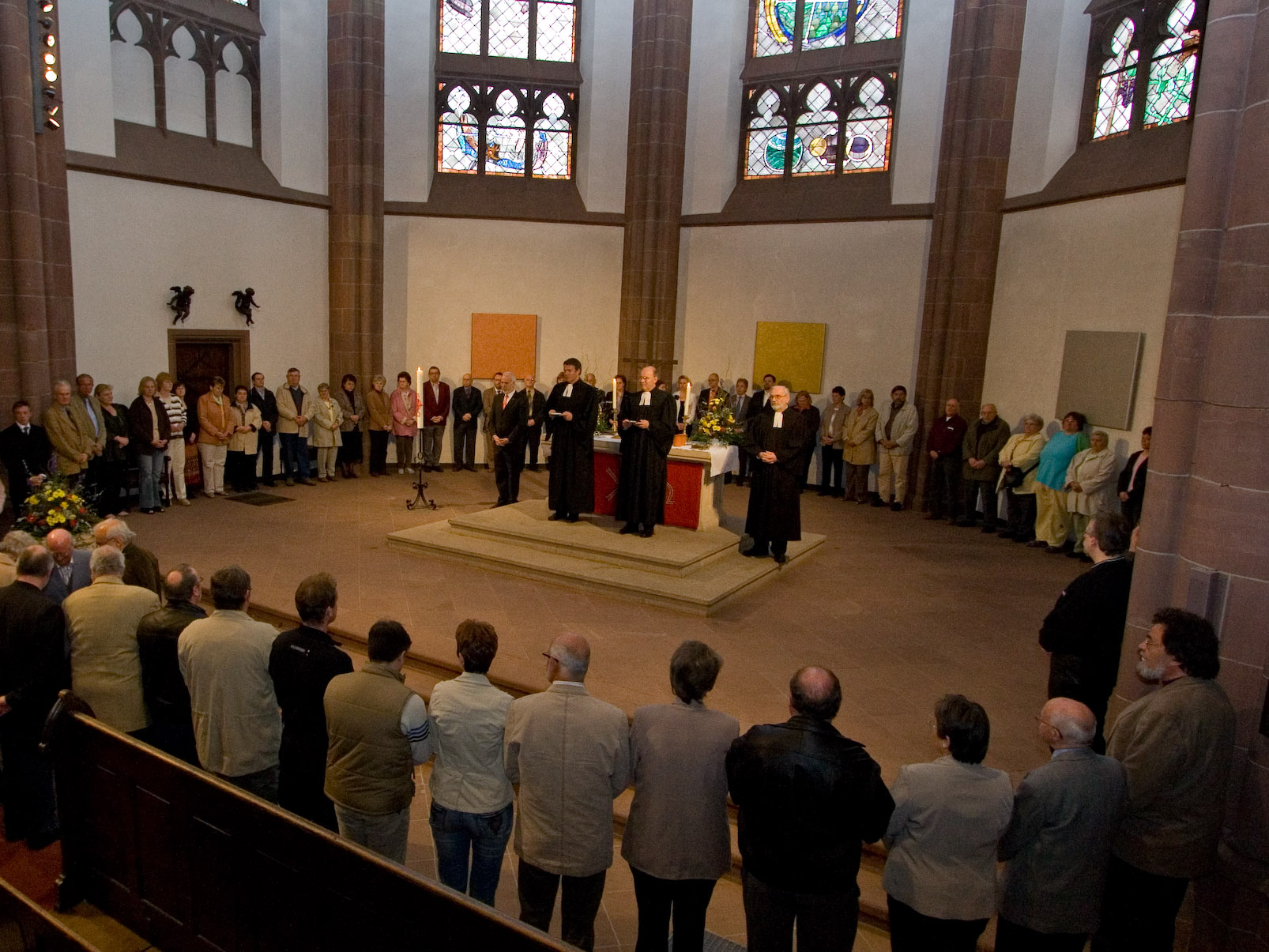
フランクフルト・ドライケーニゲ教会
福音主義教会(ルター派)聖餐礼拝

礼拝の概念はギリシャ語の"λατρεία"（ラトリア）に由来し、神による奉仕が語源になるプロテスタントの礼拝はローマ・カトリック教会のミサとは異なる強調点を持つ。ルター派教会の礼拝式文は改革派教会のそれとは異なっている。改革派教会礼拝はより簡素で短くなっている。ヘッセン＝ナッサウ福音教会において、両方の礼拝式文が用いられている。

### 聖餐式のない礼拝式[13]（ヘッセン＝ナッサウ福音主義教会第2様式、ルター派）
- 鐘楼で鐘を鳴らす
- 会衆着席
- オルガン前奏
- 初めの歌(賛美歌)
- 交唱(救いの宣言)
司式者/父と子と聖霊のみ名によって
会衆/アーメン
司式者/ はじめの言葉/詩編朗読
- グロリア・パトリ(栄唱) 
司式者/神は心から愛された
会衆/父と子と聖霊に栄光あれ、初めのように、今も常に、とこしえからとこしえまで。
- 罪の告白(キリエ) 
(我らは御前で罪を犯しました) 
司式者/主よ、憐れみたまえ、キリストよ、憐れみたまえ、
会衆/主よ、憐れみたまえ、我らに憐れみを。
- 恵みの告知としてのグロリア唱(赦免と再出発が語られ、会衆は賛美で答える) 
会衆/いと高きところに栄光、神にあれ、地には平和、御心に適う人にあれ。
- 司式者/祈祷
- 挨拶(サルタチオ)
司式者/主が汝らと共にいまさんことを！
会衆/御霊と共におられるように。
- 司式者/祈祷
- 会衆/アーメン
- 聖書日課朗読
- ハレルヤ唱(受難節にはアーメンのみ)
会衆/ハレルヤ、ハレルヤ、ハレルヤ（歌唱）
- 賛美歌
- 使徒信条(一同で唱える)
- アーメン
- 賛美歌
- 説教
- 賛美歌
- とりなしの祈り
- 主の祈り
- 告示(消息報告、教会行事報告、案内)
- 派遣のことば
司式者/主の平安がありますように！
会衆/神に感謝、永遠に！
- 祝祷
司式者/主があなたを祝福し、あなたを守られますように！
主が御顔をあなたに向けて、あなたと照らし、あなたに恵みを与えられますように！
主があなたに御顔をあげられ、平安を賜るように！　アーメン
- 会衆/アーメン、アーメン、アーメン（歌唱）